# Вшанування Ежена Делакруа
«Вшанування Ежена Делакруа»  (фр. Hommage à Delacroix) — картина французького художника Анрі Фантен-Латура (1836—1904).

## Опис твору

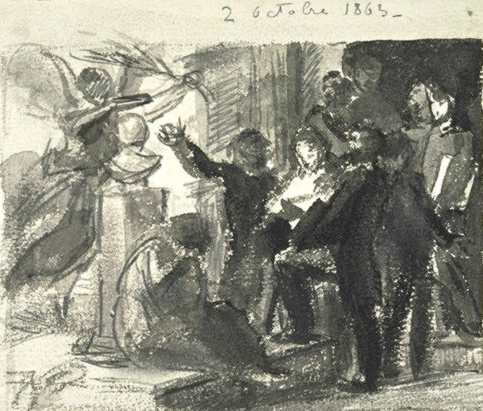
Анрі Фантен-Латур. Первісний ескіз композиції до картини «Вшанування Делакруа», кінець серпня 1863 р. ?

Задум створити подібну картину прийшов до Анрі Фантен-Латура у 1863 році. Він вже виробився у непоганого портретиста, але ще не робив групових портретів. Серед перших начерків, що збереглися, композиція з погруддям Делакруа. Первісно Фантен-Латур йшов шляхом академічних настанов. Звідси алегорія слави з пальмовою гілкою, що вінчає погруддя вінцем, плакальниця, натовп чоловіків, прихильників живопису Делакруа з пафосними жестами. З позицій академічного живопису виходило офіційно, але нещиро.
У 1863 році хворий на туберкульоз Делакруа занедужав і помер 13 серпня. Трагічна звістка і настанови серйозного реалізму примусили митця покинути первісний начерк взагалі. Фантен-Латур наважився створити груповий портрет, один з перших у його творчості.
В центрі картини розташований портрет померлого художника. Як данина його пам'яті — букет квітів, єдина яскрава деталь темнуватого за кольорами полотна. Такого портрета з таким поворотом голови Делакруа не існує. Він створений художником з автопортрета самого Делакруа та фото роботи Надара. Зрозуміло, що зібрати в одній майстерні стільки прихильників і шанувальників Делакруа водночас було важко. Але це можливо було зробити в картині. Композиція нагадує рельєф, де персонажі розташовані близько до першого плану картини. Цим засобом користувались ще майстри Італії і, особливо, художники так званої золотої доби голландського мистецтва 17 століття, майстри групових портретів. Серед шанувальників Делакруа з волі Фантен-Латура — праворуч від портрета білявий Едуар Мане, Фелікс Бракмон, Альбер де Баллеруа, сидять — письменники Шанфлері та Шарль Бодлер (цілком впізнавальні за іншими портретами). Іншу групу шанувальників Делакруа складають Луї Корддє, Альфонс Легро, Джеймс Вістлер, останній був британським приятелем Фантен-Латура. Прихильники Делакруа подані у строгих чорних костюмах, відповідних урочитостям на честь померлого. Єдиний, хто в білій блузі, сам Анрі Фантен-Латур, перенесений сюди з автопортрета.
Альбер де Баллеруа, художник і політичний діяч, був також персонажем картини Едуара Мане «Музика в Тюільрі».
Картина була одноплановою за змістом і лише фіксувала шанувальників творчості Делакруа серед нової генерації французьких художників. Помітно більшого навантаження змісту матиме інший груповий портрет пензля Анті Фантен-Латура — Художня майстерня у Батіньйолі, Париж.